# Paul Denis
Paul Denis, né c. 1942 et mort le 11 mars 2024 à Port-Salut, est un homme politique haïtien qui fut ministre de la justice entre 2009 et 2011 sous la présidence de René Préval. Membre du parti Inite, il participe, après la dissolution du parti, à sa restructuration et crée le parti Inifos (continuité d'Inite) le 10 mai 2019.   

## Biographie
Paul Denis travaillait en tant que tiers du Conseil tripartite qui nommait le Conseil des sages. Ce Conseil des sages était composé de sept membres. Il a pris le pouvoir au lendemain de la rébellion d'Haïti en 2004 qui a renversé l'ancien président Jean-Bertrand Aristide.
Le tremblement de terre de 2010 qui a frappé Haïti a détruit le bâtiment du ministère de la Justice. Denis, qui travaillait dans son bureau à ce moment-là, était l'un de nombreux responsables politiques qui avaient été initialement déclarés morts. En réalité, Denis avait pu sortir du bâtiment à temps mais beaucoup de ses collaborateurs et conseillers ont été tués.  
Après de nombreux échecs électoraux, le parti est dissous, puis restructuré le 10 mai 2019 par Paul Denis sous le nom d'« Inifos ».
Il meurt le 11 mars 2024 à Port-Salut, conséquence d'un malaise soudain dû à un infarctus.